# Jarolden
Jarolden ist eine Ortschaft und eine Katastralgemeinde der Marktgemeinde Thaya im Bezirk Waidhofen an der Thaya im niederösterreichischen Waldviertel mit 91 Einwohnern (Stand 1. Jänner 2024). Bis Ende 1967 war Jarolden eine eigenständige Gemeinde.

## Geografie
Das südöstlich von Thaya gelegene Dorf liegt etwas östlich der Thaya in einem zur Thaya hin abfallenden Tal, über das der Ort auch entwässert. Erreichbar ist Jarolden über die Landesstraße L8121. Zur Ortschaft zählt auch der Weiler Jaroldsmühle an der Thaya. Am 1. April 2020 umfasste die Ortschaft 48 Adressen.

## Geschichte
Der als Hufeisendorf angelegte Ort wurde 1230 erstmals urkundlich erwähnt. Damals erhielt das Kloster St. Georgen von acht Lehen und vier Hofstellen den Zehent; Das Dorf zählte damals zur Grafschaft Raabs, westlich der Thaya begann die Grafschaft Litschau. Die Herrschaft kam im 17. Jahrhundert an die Lambergs und 1737 an die Gudenus.
Die gering bestifteten Landbauern betrieben auf ihren guten Böden viel Ackerbau und hatten auch Viehwirtschaft, beschrieb Schweickhardt im 19. Jahrhundert die Einwohner. Im Jahr 1822 wurde der Ort als Dorf mit 23 Häusern genannt, das nach Thaya eingepfarrt war, wohin auch die Kinder eingeschult wurden. Die Herrschaft Waidhofen an der Thaya besaß die Ortsobrigkeit, übte die Landgerichtsbarkeit aus, besorgte die Konskription und hatte die Grundherrschaft inne.
Laut Adressbuch von Österreich waren im Jahr 1938 in der Ortsgemeinde Jarolden ein Gastwirt, ein Gemischtwarenhändler und einige Landwirte mit Ab-Hof-Verkauf ansässig. Zudem bestand hier der Zündwarenerzeuger Bibi-Zünder-Ges.mbH der später in der Firma Solo aufging.
Mit 1. Jänner 1968 wurden im Zuge der Niederösterreichischen Kommunalstrukturverbesserung die bis dahin selbständigen Gemeinden Großgerharts und Jarolden nach Thaya eingemeindet.